# タルタエリ
タルタ エリ（4月8日 - ）は日本の女性声優。

## 来歴
旧名は森谷 恵利。長野県出身、長野清泉女学院高等学校卒業。
ぷろだくしょんバオバブに所属していたが、2011年9月に退所。フリーを経て、2011年11月からアクセントに所属していた。

## 出演

### テレビアニメ
2004年
- SAMURAI 7（ウマ・チアキ）
- 双恋（お天気キャスター）
- ブラック・ジャック（生徒）

2006年
- 学園ヘヴン BOY'S LOVE HYPER!（食堂のおばちゃん1）
- 彩雲国物語（第1シリーズ）（男の子）
- 地獄少女（シスター）
- NARUTO -ナルト-（子供、少年、少年・少女たち）
- ワンワンセレプー それゆけ!徹之進（女性A）

2007年
- ウエルベールの物語 〜Sisters of Wellber〜（リオの母、王妃）
- おとぎ銃士 赤ずきん（村人）
- 風のスティグマ（おばちゃん）
- 古代王者 恐竜キング Dキッズ・アドベンチャー（トゥーイ）
- 彩雲国物語（第2シリーズ）（女房、女性）
- 獣神演武 HERO TALES（子供）
- 逮捕しちゃうぞ フルスロットル（女性警官）
- D.Gray-man（アクマA）
- ロミオ×ジュリエット（主婦）

2008年
- ゴルゴ13（機内アナウンス）
- 隠の王（看護士）
- のらみみ（ターくんの友達）
- BUS GAMER
- モノクローム・ファクター（女子高生）

2009年
- 銀魂（サラダ婆）
- 黒神 The Animation（亜里沙）
- GA 芸術科アートデザインクラス（女性スタッフ）
- 地獄少女 三鼎（文男の母）
- 大正野球娘。（貞子）
- ドラえもん（テレビ朝日版第二期）（おばあさん、安雄のママ〈初代〉）
- ヤッターマン（第2作）（ハナ母）

2012年
- あらしのよるに 〜ひみつのともだち〜（おばさん黒ヤギ）

### OVA
2009年
- 異世界の聖機師物語（マーヤ、イエリス）

### 劇場アニメ
2010年
- 涼宮ハルヒの消失（由良奏絵）

### ゲーム
- クラッシュ・バンディクー がっちゃんこワールド（モーターワールドの客）
- トリックロジック（芳川樹〈10歳〉）
- NARUTO -ナルト- 疾風伝 ナルティメットアクセル（助手、団子屋店員）

### 吹き替え

#### 実写
- アルマゲドン2007（ブリナ）
- ウォルト・ディズニーのサンタクローズ3/クリスマス大決戦!
- カシミアマフィア
- クリミナル・マインド FBI行動分析課
- CSI:ニューヨーク
- セサミストリート（セリーナ）※DVD版
- セックス・クラブ
- ディテクティヴ
- 天使と悪魔（イギリス人リポーター2）
- 24 -TWENTY FOUR-（ブラウン）
- Dr.HOUSE（レミー・ハドリー）
- パーシー・ジャクソンとオリンポスの神々
- バーン・アフター・リーディング（サンディ・ファラー）
- パブリック・エネミーズ（ポリー・ハミルトン）
- ビーチ・エンジェルズ！(シャンパーニュ)
- プレスリーVSミイラ男
- MAD MEN（マリリン）
- ミス・マープル 書斎の死体
- ラ・ワン（英語版）（プラティク）

#### アニメ
- おさるのジョージ
- スパイダーマン（マーガレット・コナーズ）
- マジック・スクール・バス（ラルフィー）
- マダガスカルシリーズ
  - マダガスカル2
  - ザ・ペンギンズ from マダガスカル（アリス）
  - ペンギンズ FROM マダガスカル ザ・ムービー（女コンピューター[3]）
- リロ・アンド・スティッチ（テレサ）
- ルーニー・テューンズ・ショー（ティナ・ルッソ[4]、ローラ母、キャロル 他多数）
- ラマになった王様2 クロンクのノリノリ大作戦（マージ、ティナ）

### 特撮
- Kawaii! JeNny（リナの声）

### その他
- 地球ドラマチック 新説!ストーンヘンジの謎（ボイスオーバー）